# O Caminho da Porta
O Caminho da Porta é uma comédia escrita por Machado de Assis e representada pela primeira vez em 1862, no Ateneu Dramático.  Mário de Alencar situa a produção teatral de Machado num esforço coletivo de criar um teatro genuinamente nacional que inspirou uma grande produção nas décadas de sessenta e setenta no século XIX. Esta peça, como a anterior Desencantos, trata da corte a uma viúva, mas diferente da outra, que tem um tom trágico, esta tem um cômico.

## Personagens
- Doutor Cornélio, advogado experiente e cínico, faz um contraponto entre as investidas de Valentim e Inocêncio ao coração da viúva Carlota;
- Valentim, jovem extremamente romântico e apaixonado pela viúva Carlota;
- Inocêncio, homem de meia idade, confiante e sedutor, também faz a corte à Carlota;
- Carlota, viúva coquete, indecisa entre os dois pretendentes.

## Enredo
Valentim e Inocêncio fazem a corte à Carlota, atacando-se mutuamente. Amigo deles, o doutor Cornélio diverte-se assistindo às lutas verbais e dando conselhos. Carlota, contudo, mantém-se muito indecisa. Ambos os pretendentes acabam se cansando de tanto insistir e decidem tomar “o caminho da porta”, desfecho cômico que dá o título da peça.